# Walter Malgoni
Walter Malgoni all'anagrafe Gualtiero Malgoni, (Milano, 18 gennaio 1924 – Milano, 6 maggio 2008) è stato un compositore e paroliere italiano.
È entrato nella storia della musica leggera italiana per aver scritto le musiche di alcune tra le più note canzoni di tutti i tempi, da Guarda che luna, portata al successo da Fred Buscaglione, a Tua di Jula de Palma.

## Biografia
È nato il 18 gennaio 1924 a Milano. Sin da ragazzo iniziò a suonare il violino, hobby che continuò a coltivare anche durante gli studi magistrali; nel 1944, dopo la morte del padre, fu costretto a lavorare come impiegato in banca, pur non tralasciando la musica, e suonando la sera dopo il lavoro in vari locali con alcune orchestre.
Nel 1951, dopo aver iniziato a comporre musica, lasciò il lavoro in banca; quattro anni dopo ottenne un contratto decennale in esclusiva con le Edizioni musicali Carisch come autore, e con la casa discografica come arrangiatore e consulente musicale.
Partecipò al Festival di Sanremo 1957 con Scusami, interpretata da Gino Latilla e Tonina Torrielli, che si classificò al terzo posto; tornò l'anno seguente con Non potrai dimenticare, che si classificò all'ottavo posto.
Ma fu soprattutto con Tua, che si classificò al quarto posto al Festival di Sanremo 1959 interpretata da Jula de Palma e Tonina Torrielli che si misero in evidenza le sue doti di compositore originale nella ricerca melodica, influenzata anche dal jazz.
Grazie in particolar modo all'interpretazione memorabile della De Palma, Tua venne premiata dalle giurie e dal pubblico (che le decretò un ottimo successo commerciale), ma venne sommersa dalle polemiche, perché giudicata troppo sensuale dai funzionari RAI e da certa stampa bigotta: secondo le critiche, la canzone lasciava sottintendere un rapporto fisico tra un uomo e una donna, ed il testo, abbastanza esplicito per l'epoca («Tua, tra le braccia tue solamente tua, così tua, sulla bocca tua finalmente mia») si accompagnava alla sensualità della melodia ed inoltre la De Palma la interpretava con eccessiva sensualità e realismo; uno scandalo per l'epoca, che, sebbene assolutamente ingiustificato, determinò anche una piccola battuta d'arresto nella carriera della cantante.
Altro successo dello stesso anno scritto da Malgoni fu la celeberrima Guarda che luna, interpretata da Fred Buscaglione ma incisa anche da Fred Bongusto (ed è proprio questa versione che è stata scelta da Pedro Almodóvar per la colonna sonora del suo film La legge del desiderio).
Tornò nuovamente al Festival di Sanremo 1960 con Noi (settimo posto, cantata da Tony Dallara e Jula de Palma) e al Festival di Sanremo 1962 con Tango italiano (che si classificò al secondo posto e venne interpretata da Sergio Bruni e Milva); nello stesso anno si classificò al secondo posto al Festival di Napoli 1962 con Pulcinella twist (manifestazione a cui aveva già partecipato nel 1958 con scarso successo).
Compose anche alcune canzoni per lo Zecchino d'Oro: Io con chi sto?, Ciribiricoccola, Il gioco della rima, Padre nostro che sei dappertutto, Biribiribindi-biribiribanda e Il più grande motore.

## Canzoni scritte da Walter Malgoni
| Anno | Titolo                          | Autori del testo                 | Autori della musica            | Interpreti                                           |
| ---- | ------------------------------- | -------------------------------- | ------------------------------ | ---------------------------------------------------- |
| 1957 | Scusami                         | Biri                             | Walter Malgoni e Mario Perrone | Gino Latilla e Tonina Torrielli                      |
| 1958 | Non potrai dimenticare          | Bruno Pallesi                    | Walter Malgoni                 | Natalino Otto, Carla Boni e Gino Latilla             |
| 1958 | O calippese napulitano          | Nisa                             | Walter Malgoni                 | Gloria Christian & Nick Pagano, Cristina Jorio       |
| 1959 | Tua                             | Bruno Pallesi                    | Walter Malgoni                 | Jula de Palma e Tonina Torrielli                     |
| 1959 | Lasciati baciare                | Walter Malgoni                   | Walter Malgoni                 | Victor Celli, Fred Buscaglione                       |
| 1959 | Guarda che luna                 | Elgos                            | Walter Malgoni                 | Fred Buscaglione                                     |
| 1960 | Noi                             | Bruno Pallesi                    | Walter Malgoni                 | Tony Dallara e Jula de Palma                         |
| 1960 | Parisienne                      | Luciano Beretta                  | Walter Malgoni                 | Wilma De Angelis                                     |
| 1960 | Flamenco rock                   | Pier Quinto Cariaggi             | Walter Malgoni                 | Milva e Michelino                                    |
| 1962 | Tango italiano                  | Bruno Pallesi                    | Walter Malgoni                 | Sergio Bruni e Milva                                 |
| 1962 | Pulcinella twist                | Nisa                             | Walter Malgoni                 | Aurelio Fierro e Gloria Christian                    |
| 1963 | Amor, mon amour, my love        | Bruno Pallesi e Pinchi           | Walter Malgoni                 | Claudio Villa e Eugenia Foligatti                    |
| 1963 | Mamaluk                         | Bruno Pallesi e Pinchi           | Walter Malgoni                 | Milva                                                |
| 1964 | Sabato sera                     | Bruno Pallesi                    | Walter Malgoni                 | Bruno Filippini e Gil Fields e i Fraternity Brothers |
| 1966 | Ma per fortuna                  | Mogol                            | Walter Malgoni                 | Amedeo Minghi                                        |
| 1966 | Alla fine                       | Mogol                            | Walter Malgoni                 | Amedeo Minghi                                        |
| 1967 | Una ragazza                     | Bruno Pallesi e Vito Pallavicini | Walter Malgoni                 | Donatella Moretti e Bobby Goldsboro                  |
| 1967 | Nemmeno una lacrima             | Bruno Pallesi e Vito Pallavicini | Walter Malgoni                 | Caterina Caselli e I Corvi                           |
| 1970 | Finché le braccia diventino ali | Vito Pallavicini                 | Walter Malgoni                 | Krel                                                 |
| 1970 | Sei bella                       | Pinchi                           | Walter Malgoni                 | Aldo Reggiani                                        |
| 1972 | E la domenica lui mi porta via  | Alberto Testa                    | Walter Malgoni                 | Marisa Sacchetto                                     |
| 1973 | Fa' qualcosa                    | Alberto Testa                    | Walter Malgoni                 | Mina                                                 |
| 1973 | Ho paura ma non importa         | Alberto Testa e Virca            | Walter Malgoni                 | Marisa Sacchetto                                     |
| 1973 | Tre settimane da raccontare     | Alberto Testa                    | Walter Malgoni                 | Fred Bongusto                                        |
| 1975 | Che bella idea                  | Alberto Testa                    | Walter Malgoni                 | Fred Bongusto                                        |